# François Chabas
François Joseph Chabas (Briançon, 2 gennaio 1817 – Versailles, 17 maggio 1882) è stato un egittologo francese.

## Biografia
Studiò a Chalon e diventò un commerciante di vini. Autodidatta, imparò latino, greco e altre lingue. Si interessò di antropologia, e studiò la lingua egiziana. Chabas fu membro di numerose società scientifiche e più tardi presidente del Conseil dipartimental di Saona e Loira.
Tra il 1876 e il 1880, Chabas curò la rivista L'Égyptologie. Le sue opere hanno contribuito molto a chiarire la storia dell'invasione e repulsione degli Hyksos in Egitto.
Chabas è stato eletto membro straniero della Royal Netherlands Academy of Arts and Sciences nel 1865.

## Opere
- Le plus ancien livre du monde, étude sur le papyrus Prisse, (1858)[6]
- Mélanges égyptologiques (3 Ser. in 4 Vols. Paris: Châlon, 1862–1873)
- Voyage d'un Egyptien en Syrie, en Phénicie, en Palestine au quatorzième siècle avant notre ère (Paris 1866).
- Les pasteurs en Egypte (Amsterdam 1868).[7]
- Étude sur l'antiquité historique d'après les sources égyptiennes et les monuments réputés préhistoriques (Amsterdam 1872) – Study of the ancient history according to Egyptian sources and prehistoric monuments.
- Recherches pour servir à l'histoire de la XIXème dynastie et spécialment à celle des temps de l'Exode (Amsterdam 1873).
- Recherches sur les poids, mesures et monnaies des anciens Égyptiens, (1876).[8]